# Pogonosoma dorsatum
Pogonosoma dorsatum är en tvåvingeart som först beskrevs av Thomas Say 1824.  Pogonosoma dorsatum ingår i släktet Pogonosoma och familjen rovflugor. Inga underarter finns listade i Catalogue of Life.